# Eclectochromis ornatus
Eclectochromis ornatus è una specie di ciclidi haplochromini endemica del Malawi, che risiede nel lago Malawi e nel lago Malombe. È un predatore di invertebrati e di pesci più piccoli che vive in zone poco profonde del lago aventi un substrato soffice o misto.